# Suriya

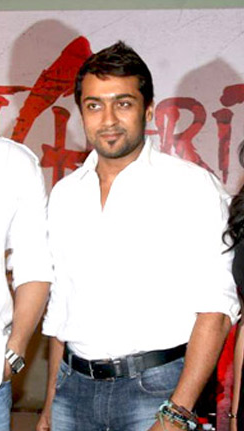
Suriya (2012)

Suriya (* 23. Juli 1975 in Coimbatore, Tamil Nadu, als Saravanan Sivakumar) ist ein tamilischer Schauspieler, Produzent und Moderator. Er tritt überwiegend in tamilischen Filmen auf.

## Leben
Suriya wurde als ältester Sohn des Schauspielers Sivakumar geboren. Er besuchte die Padma Seshadri Bala Bhavan School und die St. Bede’s Anglo Indian Higher Secondary School in Chennai und schloss sein Studium mit einem Bachelor of Commerce am Loyola College in Chennai ab. Nach dem Abschluss arbeitete er einige Monate in der Bekleidungsindustrie. Schon im Jahr 1995 bot man ihm eine Hauptrolle in dem Film Aasai an, die er aber ablehnte. Im Jahr 1997 debütierte er in dem Film Nerrukku Ner in dem Vasanth Regie führte und der von Mani Ratnam produziert wurde. Von Ratnam erhielt er auch seinen Künstlernamen, um Verwechslungen mit dem Schauspieler Saravanan auszuschließen. Den Namen Suriya schlug Ratnam vor, weil dies der Name viele männlicher Hauptrollen in Ratnams Filmen war.
Im Jahr 2022 wurde er in die Academy of Motion Picture Arts and Sciences (AMPAS) berufen, die alljährlich die Oscars vergibt.

## Familie
Suriyas jüngerer Bruder Karthi ist ebenfalls Schauspieler, außerdem hat er eine Schwester. Er ist mit der Filmschauspielerin Jyothika verheiratet, mit der er auch mehrere Filme drehte. Das Paar heiratete am 11. September 2006 und hat eine Tochter und einen Sohn.